# Jonas Björkman (kyrkoherde)
Jonas Björkman, född 1630 i Kisa församling, Östergötlands län, död 20 juli 1708 i Östra Eneby församling, Östergötlands län, var en svensk präst.

## Biografi
Jonas Björkman föddes 1630 på Bjärkeryd (Björkeryd) i Kisa församling. Han var son till bonden Håkan Jönsson och Ragnhild. Björkman studerade vid gymnasiet och blev 1666 apologist i Norrköping, samt kantor i Sankt Olofs församling, Norrköping. Han prästvigdes 7 juli 1669 till huspredikant på Åby i Horns socken. Björkman blev 1674 komminister i Kisa församling och 11 november 1695 kyrkoherde i Östra Eneby församling, tillträdde samma år. Han avled 1708 i Östra Eneby församling och begravdes 10 november samma år.

### Familj
Björkman gifte sig 7 oktober 1670 med Anna Persdotter Starhoff (1644–1699) från Tyskland. De fick tillsammans barnen Margareta Björkman som var gift med komministern O. Zetterling i Vånga församling, kyrkoherden Johan Björkman i Virserums församling, Maria Björkman (född 1675) som var gift med klockaren Jöns Lennartsson Engvall i Östra Eneby församling, Helena Björkman som var gift med mjölnaren Hans Nordahl i Norrköping, Elisabeth Björkman (född 1679) som var gift med organisten Anders Nilsson Uhrväder i östra Eneby församling, prästen Per Björkman, Brita Björkman (född 1683), Anna Björkman som var gift med komminister L. Klase i Virserums församling och Kirstin Björkman (född 1689).